# Liste der Monuments historiques in Dirinon
Die Liste der Monuments historiques in Dirinon führt die Monuments historiques in der französischen Gemeinde Dirinon auf.

## Liste der Bauwerke
| Bezeichnung       | Beschreibung                     | Standort               | Kennzeichnung | Schutzstatus | Datum | Bild           |
| ----------------- | -------------------------------- | ---------------------- | ------------- | ------------ | ----- | -------------- |
| Kapelle Ste-Nonne | Erbaut 1577                      | (Lage)                 | PA00089907    | Classé       | 1960  | weitere Bilder |
| Kirche Ste-Nonne  | Erbaut Ende des 16. Jahrhunderts | Rue de l’Église (Lage) | PA00089908    | Classé       | 1916  | weitere Bilder |

## Liste der Objekte

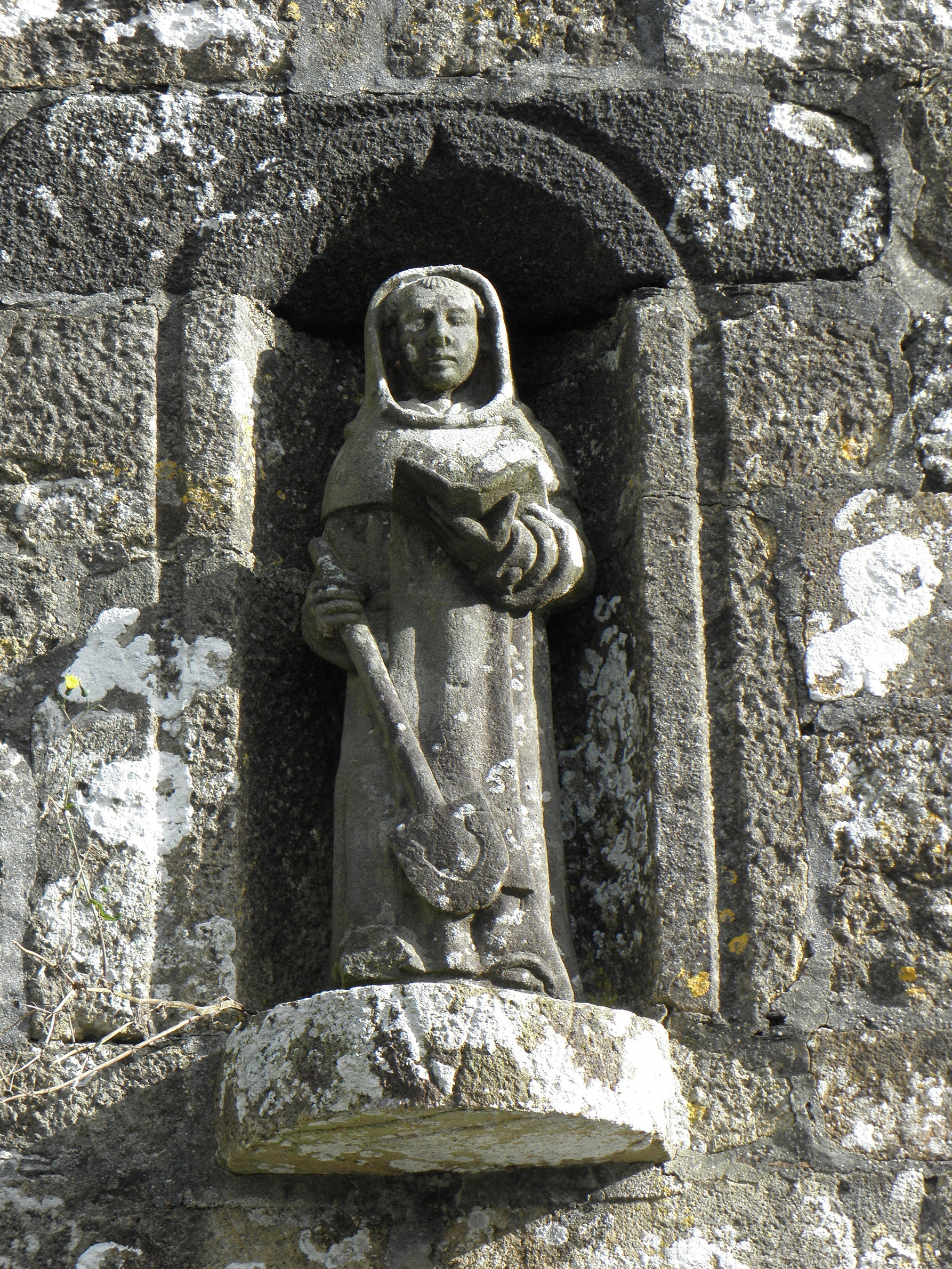
Skulptur des heiligen Fiacrius (Anfang des 17. Jahrhunderts) in der Kapelle Ste-Nonne

- Monuments historiques (Objekte) in Dirinon in der Base Palissy des französischen Kultusministeriums